# دوکانی
دوکانی جماعت و شهرکی در جنوب غربی کشور تاجیکستان است که در ناحیهٔ نارک ولایت ختلان قرار دارد. 